# Centesimo di lira italiana
Il centesimo di lira (0,01 L.), volgarmente detto centesimino, è stato il più piccolo taglio delle monete in lire italiane. Come le monete da 2, 5 e 10 centesimi coeve, era fatto di una lega di bronzo composta per il 960‰ di rame e per il 40‰ di stagno. Le monete da 1 centesimo furono coniate tra il 1861 e il 1918, per poi essere ritirate dalla circolazione nel 1924.

## Origine

### La riforma monetaria napoleonica
Al fine di mettere ordine al sistema monetario francese, il 15 agosto 1795 la Convenzione nazionale introdusse l'uso della base decimale e del bimetallismo, sistema che fu attuato solo nel 1803 da Napoleone. Come unità fondamentale fu adottato il franco d'argento; i multipli di valore superiore a 5 franchi furono coniati in oro, mentre per i centesimi si concesse l'uso del rame. A seguito della campagna d'Italia guidata da Napoleone, nel 1805 nacque il Regno d'Italia che, essendo di fatto una dipendenza francese, assunse il nuovo sistema monetario a base decimale.
Fu quindi creata la lira italiana, una moneta totalmente equivalente al franco francese e per questo utilizzabile sia in Francia sia in Italia. La moneta, che rappresentava la centesima parte della lira, fu coniata a partire dal 1807 nelle zecche di Bologna, Venezia e Milano, che in particolare divenne anche la zecca in cui furono preparati tutti i coni del regno. La moneta pesava 2,1 g, aveva un diametro di 19,5 mm ed era composta da una lega di rame 950‰.
Il centesimo fu coniato ufficialmente fino al 1813, ma probabilmente la sua emissione continuò anche dopo la battaglia di Waterloo; infatti, a causa della mancanza dei nuovi coni, gli austriaci continuarono a utilizzare la zecca di Milano fino al 1819 per emettere le monete napoleoniche di rame e d'argento.

### La Restaurazione
Con la Restaurazione delle monarchie europee, le riforme napoleoniche furono abolite anche in ambito monetario. L'Impero austriaco, che governava l'Italia settentrionale con il Regno Lombardo-Veneto, sostituì la lira napoleonica con la lira austriaca, una moneta in doppia circolazione e agganciata al fiorino austriaco. Così come il fiorino, anche la nuova lira non seguiva la base decimale: i suoi multipli infatti erano lo scudo e la sovrana, rispettivamente del valore di 6 e 40 lire austriache. Nonostante ciò, i sottomultipli della lira seguivano la base decimale; infatti, come il fiorino era suddiviso in 100 soldi, anche la lira si componeva di 100 centesimi. Grazie a questo sistema monetario, a partire dal 1822 nelle zecche di Milano e Venezia si diede avvio alla coniazione delle monete da 1 centesimo di lira austriaca, che avevano misure differenti da quelle napoleoniche. Queste monete entrarono in circolazione seguendo un regime di corso forzoso; non era quindi possibile convertirle in oro o argento e inoltre il pagamento tra privati con questa moneta fu limitato a un quarto di lira.
Nonostante la Restaurazione e l'abolizione delle riforme napoleoniche, alcuni Stati italiani continuarono a usare il sistema monetario decimale; tra questi il Regno di Sardegna di Vittorio Emanuele I. Nel Regno di Sardegna la coniazione di monete di rame da 1 centesimo di lira cominciò nel 1826 con Carlo Felice; la moneta aveva caratteristiche differenti da quella napoleonica: pesava infatti 2 g e aveva un diametro di 19 mm. Durante il regno di Carlo Alberto, tra il 22 febbraio 1847 e il 15 maggio 1848 furono riutilizzati i coni di Carlo Felice per sopperire alla mancanza di moneta spicciola, mentre con Vittorio Emanuele II non furono emesse monete di questo taglio fino alla fondazione del Regno d'Italia. Nel 1842 per la circolazione in Sardegna furono coniate monete da 1 centesimo di 15 mm di diametro e 1 g di peso, misure che saranno poi adottate in quello che sarà il Regno d'Italia.
Oltre al Regno di Sardegna, anche il Ducato di Parma e Piacenza mantenne il sistema decimale napoleonico e nel 1830, durante il regno di Maria Luisa d'Austria, si coniarono 2029360 monete da 1 centesimo con le stesse caratteristiche di quelle del Regno di Sardegna. Questa moneta fu coniata anche nel 1854 con l'effigie di Carlo III in soli 300000 esemplari, di cui si suppone ne siano sopravvissuti 20.

### Il Risorgimento
Terminata la rivoluzione del 1848, il Regno Lombardo-Veneto passò sotto il governo dei rivoluzionari e nacquero così il Governo provvisorio di Milano e la Repubblica di San Marco. A seguito di questi avvenimenti, il Regno di Sardegna diede inizio alla prima guerra di indipendenza e i due neonati governi rivoluzionari sostituirono la lira austriaca con una nuova monetazione basata sulla lira sabauda. In particolare la Repubblica di San Marco, con il decreto n. 565 del 15 gennaio 1849, coniò nella zecca di Venezia 2760000 monete da 1 centesimo di lira corrente, con misure diverse rispetto a quelle sabaude; la moneta, pur essendo di rame, aveva un diametro di 18 mm e pesava 1 g. Il Risorgimento entrò nel vivo quando l'insorta Legazione delle Romagne tra il 1859 e il 1860, per evitare di continuare a usare la moneta papale, iniziò a coniare le monete da 1 centesimo riutilizzando i vecchi coni di Carlo Felice del 1826. Anche il Governo provvisorio della Toscana coniò nuova moneta e così nel 1860 incaricò la Ditta Ralph Heaton di Birmingham di battere nuove monete da 1 centesimo riportanti l'anno 1859, utilizzando il formato sardo del 1842.

## Regno d'Italia

### Vittorio Emanuele II
A seguito della seconda guerra d'indipendenza e dell'unione della Lombardia al Regno di Sardegna, avvenuta il 10 novembre 1859 con la pace di Zurigo, il ministro delle finanze di Vittorio Emanuele II, Giovanni Battista Oytana, intervenne al fine di unificare il sistema monetario italiano e di risolvere la complessa questione del ragguaglio delle monete circolanti negli Stati che mano a mano venivano annessi agli Stati sardi. Si ordinò quindi, con Regio decreto 20 novembre 1859, n. 3773, il ritiro dalla circolazione delle monete preunitarie di rame e di bronzo e la loro sostituzione con nuove monete da 1, 2 e 5 centesimi recanti al dritto il ritratto del Re con la leggenda vittorio emanuele ii; la moneta da 1 centesimo doveva avere un diametro di 15 mm e un peso di 1 g. Con questo decreto, inoltre, si stabilì che le nuove monete dovessero contenere almeno il 95% di rame, anche se la composizione definitiva fu stabilita con il Decreto luogotenenziale n. 4473 del 15 dicembre 1860 che impose l'uso di una lega di bronzo composta per il 960‰ di rame e per il 40‰ di stagno e l'inizio della coniazione al 1º giugno 1861.
Con la proclamazione del Regno d'Italia le caratteristiche delle nuove monete di bronzo, incise da Giuseppe Ferraris, alle quali ancora si lavorava, furono modificate nella leggenda al dritto, che riportava vittorio emanuele ii re d'italia, secondo quanto stabilito nel Regio decreto 2 maggio 1861, n. 17. Acquisirono corso legale il 1º agosto 1861 e fino al 1º novembre 1862 si operò in un sistema di doppia circolazione con la vecchia monetazione in rame. Le monete di bronzo potevano essere cambiate dallo Stato in quantità illimitata, mentre per i pagamenti fra privati non era consentito superare il valore di 1 lira. La coniazione delle monete da 1 centesimo, a dispetto della data riportata (1861), cominciò solamente nel 1862 e queste furono battute dalla zecca di Milano e da quella di Napoli, che ne coniò molte con la data corretta 1862. Le monete della zecca partenopea generalmente sono caratterizzate da un conio stanco e dall'impronta del dritto sul rovescio; inoltre il loro peso varia tra 1,02 g, per quelle datate 1861 e 0,99 g per quelle del 1862. Queste leggere difformità del peso si possono riscontrare anche nelle coniazioni successive di Umberto I e di Vittorio Emanuele III. Tra quelle coniate a Milano è stata rinvenuta una variante estremamente rara (R4), che riporta una M capovolta al posto del consueto segno di zecca. Altre monete da 1 centesimo furono poi coniate nel 1868 dalla zecca di Milano e da quella di Torino, pur riportando la data 1867.

### Umberto I
Con la morte di Vittorio Emanuele II avvenuta il 9 gennaio 1878, il primogenito Umberto I divenne re d'Italia. Secondo quanto riporta la Rivista italiana di numismatica del 1891, la coniazione delle monete da 1 centesimo con l'effigie di Vittorio Emanuele II continuò anche durante il regno di Umberto I; si stima infatti che la zecca di Milano abbia coniato 23500000 monete da 1 centesimo datate 1867 tra il 1883 e il 1892, escludendo gli anni 1884 e 1890.
Per questa ragione la coniazione delle monete da 1 centesimo raffiguranti Umberto I e incise da Filippo Speranza cominciò solamente a partire dal 1895, quando fu riconosciuta la mancanza in circolazione delle monete da 1, 2 e 5 centesimi. L'emissione di queste monete fu regolata da un decreto del 13 ottobre 1894 che stabiliva il ritiro e la demonetizzazione di 15175384 di monete da 10 centesimi logore, al fine di coniare alla zecca di Roma nuove monete da 1, 2 e 5 centesimi per lo stesso valore. La moneta da 1 centesimo con l'effigie di Umberto I fu coniata annualmente fino al 1900 (escluso il 1898), anno di uccisione del re; in particolare in questo anno si autorizzò nuovamente la fusione di 1000000 di monete da 10 centesimi al fine di coniare nuove monete da 1 centesimo.

### Vittorio Emanuele III
A meno di un anno dall'incoronazione del nuovo re, fu emanato il decreto riguardante la coniazione delle monete con il ritratto di Vittorio Emanuele III. Lo stile della moneta da 1 centesimo ricalcava perfettamente quello dei suoi predecessori e con continuità fu scelto anche lo stesso autore delle monete del padre, Filippo Speranza. Questa moneta fu coniata annualmente dal 1902 al 1905 e un piccolo quantitativo anche nel 1908, in particolare 20000000 di monete da 1 centesimo tra il 1904 e il 1905 furono fabbricate con il bronzo proveniente dalle monete da 10 centesimi demonetizzate e fuse. Le monete da 1 centesimo coniate fino al 1908 possono presentare un disallineamento tra le cifre della data, meno frequentemente tra le lettere di centesimo, a causa di un disallineamento dei punzoni mobili del conio.
A partire dal 1908 lo stile della moneta cambiò radicalmente, dando avvio alla serie di centesimi denominata «Italia su prora» o «Italia marinara». La nuova moneta da 1 centesimo passò da uno stile tipicamente ottocentesco a uno influenzato dall'Art Nouveau, che stava iniziando a diffondersi in quegli anni. L'immagine del rovescio riprende quella delle dracme coniate per l'Egitto durante il principato di Antonino Pio: in queste monete è rappresentata la dea marinara Iside Faria, in piedi sulla prua di una nave rostrata, che tiene una vela. Nel nuovo centesimo di Vittorio Emanuele III la dea egizia della fertilità è sostituita con l'allegoria dell'Italia che, al posto della vela, tiene in mano un ramoscello d'ulivo. Questa moneta fu coniata a partire dal 1908 con l'utilizzo del metallo derivato dal ritiro dalla circolazione e dalla fusione di 3000000 di monete da 10 centesimi.
Tra quelle datate 1908 inoltre è possibile distinguere due varianti causate dal cambio del conio: mentre quelle battute per prime presentano la cifra 8 ben proporzionata rispetto al resto della data, quelle fabbricate dopo la sostituzione del conio presentano la cifra 8 più piccola. Altra variante è rappresentata dalle monete del 1910, che presentano il marchio di zecca in incuso anziché in rilievo e da quelle del 1911, che nella maggior parte dei casi presentano il punto dopo la data. In alcune monete del 1915 inoltre è possibile trovare una ribattitura in cui l'allegoria dell'Italia presenta quattro mani anziché due. Le monete da 1 centesimo di questo tipo furono coniate annualmente fino al 1918 e rimasero in circolazione fino al 30 giugno 1924 quando, in conseguenza della forte inflazione ereditata dalla prima guerra mondiale, con un decreto tutte le monete da 1 centesimo cessarono di avere corso legale.

## Monete
| Immagine | Descrizione | Descrizione | Anni di coniazione | Autore            | Autore            | Parametri tecnici | Parametri tecnici | Parametri tecnici      | Bordo  |
| Immagine | Dritto | Rovescio | Anni di coniazione | Modellista        | Incisore          | Peso              | Diametro          | Composizione           | Bordo  |
| -------- | --- | --- | ------------------ | ----------------- | ----------------- | ----------------- | ----------------- | ---------------------- | ------ |
|          | vittorio emanuele ii re d'italia intorno alla testa nuda del re, in esergo la lettera f • per l'autore Giuseppe Ferraris | 1 centesimo, tra rami di alloro e quercia legati in basso con un fiocco e in alto la stella d'Italia. In esergo il marchio della zecca: M (Milano), N (Napoli), T (Torino).                                                                       | 1861–1867          | Giuseppe Ferraris | Giuseppe Ferraris | 1 g               | 15 mm             | Bronzo: Cu 960‰ Sn 40‰ | Liscio |
|          | umberto i re d'italia intorno alla testa nuda del re, in esergo la lettera s • per l'autore Filippo Speranza             | 1 centesimo, tra rami di alloro e quercia legati in basso con un fiocco e in alto la stella d'Italia, in esergo il marchio di zecca R (Roma) | 1895–1900          | Filippo Speranza  | Filippo Speranza  | 1 g               | 15 mm             | Bronzo: Cu 960‰ Sn 40‰ | Liscio |
|          | vittorio emanuele iii re d'italia intorno alla testa nuda del re, in esergo s • per l'autore Filippo Speranza            | 1 centesimo, tra rami di alloro e quercia legati in basso con un fiocco e in alto la stella d'Italia, in esergo il marchio di zecca R (Roma) | 1902–1908          | Filippo Speranza  | Filippo Speranza  | 1 g               | 15 mm             | Bronzo: Cu 960‰ Sn 40‰ | Liscio |
|          | vittorio • emanuele • iii • re • d'italia intorno al busto del re in uniforme                                            | cent.1. allegoria dell'Italia con un ramo d'ulivo sulla prua di una nave rostrata. Sulla punta della prua è presente il marchio di zecca R (Roma) e sulla fiancata le sigle: p.c.m. per Pietro Canonica modellò e l.g.i. per Luigi Giorgi incise. | 1908–1918          | Pietro Canonica   | Luigi Giorgi      | 1 g               | 15 mm             | Bronzo: Cu 960‰ Sn 40‰ | Liscio |

### Tiratura

#### Vittorio Emanuele II
| Anno   | Milano (M) | Napoli (N) | Torino (T) |
| ------ | ---------- | ---------- | ---------- |
| 1861   | 26720000   | 48280000   |            |
| 1862   |            | 37499936   |            |
| 1867   | 72758532   |            | 5000       |
| Totale | 190258468  | 190258468  | 190258468  |

#### Umberto I
| Anno   | Roma (R) |
| ------ | -------- |
| 1895   | 13860000 |
| 1896   | 3730000  |
| 1897   | 1844500  |
| 1899   | 1287474  |
| 1900   | 10000    |
| Totale | 30721974 |

#### Vittorio Emanuele III
| Anno   | Roma (R) |
| ------ | -------- |
| 1902   | 26308    |
| 1903   | 5655000  |
| 1904   | 14626161 |
| 1905   | 8530531  |
| 1908   | 3859140  |
| Totale | 32697140 |

| Anno   | Roma (R) |
| ------ | -------- |
| 1908   | 56860    |
| 1909   | 3539000  |
| 1910   | 3598560  |
| 1911   | 700000   |
| 1912   | 3995000  |
| 1913   | 3200000  |
| 1914   | 11585000 |
| 1915   | 9757440  |
| 1916   | 9845000  |
| 1917   | 2400000  |
| 1918   | 2710000  |
| Totale | 51386860 |

## Prove e progetti
Il primo progetto per la produzione di monete dal valore di 1 centesimo di lira risale all'età napoleonica quando, in seguito alla riforma monetaria francese, si decise con decreto datato 26 aprile 1804 di introdurre la nuova monetazione su base decimale anche nella neonata Repubblica Italiana. Il decreto stabilì che la coniazione del progetto del centesimo di lira dovesse avvenire alla zecca di Milano, dove una volta coniato sarebbe stato analizzato da una commissione composta da tre membri del Consiglio Legislativo e da due della Contabilità Nazionale per poi essere depositato per tre anni e infine fuso. La moneta di progetto era di rame e pesava 2 denari, equivalenti a circa 2,4 g; ne furono coniate due tipologie dal rovescio differente: una riportava il valore 1/100 mentre l'altra la scritta cen / tesimo disposta su due righe.
Il progetto repubblicano non ebbe seguito, così la prima moneta da 1 centesimo di lira italiana entrò in circolazione nel 1807 in seguito all'instaurazione del Regno d'Italia napoleonico. Prima della sua emissione però furono coniate due prove datate 1806 e 1807 che rispetto alla versione finale differiscono leggermente nei tratti del disegno e nell'uso dei marchi di zecca. La prova del 1806 nel dritto presenta in esergo sotto la data la lettera M della zecca di Milano mentre nel rovescio è del tutto priva dei marchi di zecca, quella del 1807 invece al dritto presenta i due segni di zecca (una melagrana e una coppa capovolta) oltre che la lettera M mentre nel rovescio in esergo sono presenti le iniziali sg dell'incisore Giuseppe Slavirich, stretto collaboratore di Luigi Manfredini.
A partire dalla proclamazione del Regno d'Italia non furono mai coniate prove ufficiali della moneta da 1 centesimo di lira, fa però eccezione un progetto elaborato durante la reggenza di Vittorio Emanuele III. Nel 1917 la prima guerra mondiale stava erodendo le riserve di rame del regno, per evitare di utilizzare questo metallo nella coniazione dei centesimi la zecca pensò di sostituire il rame con l'alluminio. Utilizzando i coni ufficiali furono così emesse alcune monete da un centesimo di alluminio dal peso di 0,35 g, ma l'imminente fine della guerra pose definitivamente fine al progetto. Oltre al centesimo di alluminio, durante la prima guerra mondiale furono coniati annualmente dal 1915 al 1918 alcune monete da un centesimo che riportano a destra, disposta su due righe e incisa in rilievo, la scritta i, ii, iii e iv anno di gverra.

## Monete simili
A partire dal 1865 l'Italia fu paese membro dell'Unione monetaria latina, un accordo che imponeva ai paesi firmatari (Francia, Italia, Belgio e Svizzera) di coniare monete d'oro e d'argento tra loro equivalenti, in modo che potessero circolare liberamente in tutte le nazioni aderenti. L'accordo non comprendeva le monete di bronzo, ma nonostante ciò Francia e Italia adottarono delle misure standard; in particolare per la moneta da 1 centesimo furono decisi il peso di 1 g e il diametro di 15 mm. La Francia infatti coniava monete da 1 centime di questo formato già dal 1861 e continuò a farlo fino al 1920. Seguendo questa convenzione, la moneta da 1 centime fu introdotta nel 1891 anche nel Protettorato francese in Tunisia. Nel 1867 anche il Regno di Grecia aderì all'unione monetaria e tra il 1869 e il 1879 coniò la moneta da 1 lepton seguendo gli stessi parametri usati da italiani e francesi.
Tra i paesi vincolati da accordi bilaterali ci furono la Spagna, che coniò la moneta da 1 céntimo tra il 1870 e il 1913 e la Romania, che coniò quella da 1 ban dal 1867 al 1900. Successivamente anche altri paesi aderirono all'accordo e iniziarono a coniare monete da 1 centesimo seguendo i parametri francesi; tra questi Creta, la Finlandia, la Bulgaria e la Serbia. Anche lo Stato Pontificio adottò il sistema di monetazione decimale e coniò tra il 1866 e il 1868 la nuova moneta da 1 centesimo seguendo le misure standard usate nell'Unione. A seguito dell'annessione di Roma al Regno d'Italia, tutte le monete pontificie furono ritirate dalla circolazione nel 1870.

## Gettoni

### Centesimo portafortuna
Sul modello degli encased coins statunitensi, monete incastonate in un anello riportante frasi pubblicitarie o di buon augurio, anche in Italia si diffusero i centesimi portafortuna. Con delle modifiche al conio, ma seguendo lo stesso stile del centesimo Loubet, l'Incisoria Donzelli coniò per le monete da un centesimo degli anelli di contorno recanti unicamente frasi di buona fortuna; talvolta questi presentavano un appiccagnolo trasformando il gettone portafortuna in una medaglietta. Questi gettoni portafortuna furono anche utilizzati dalle aziende a scopo pubblicitario. Sempre il Donzelli incise per la ditta inglese Pola & Todescan uno di questi gettoni e la stessa azienda fece poi coniare un altro gettone pubblicitario contenente il centesimo del tipo Italia su prora. Un'altra azienda che utilizzò questo tipo di gettoni fu la veneziana Jesurum che coniò un gettone portafortuna pubblicitario in ottone contenente il centesimo di Vittorio Emanuele III.

### Centesimo Loubet
Tra il 14 e il 18 ottobre 1903 Vittorio Emanuele III e la regina consorte Elena del Montenegro fecero la loro prima visita di Stato in Francia, dove per l'occasione fu emesso un gettone propagandistico di bronzo a imitazione dei 5 centesimi di franco. La visita in Italia da parte del presidente francese Émile Loubet fu corrisposta tra il 24 e il 28 aprile 1904 e per l'evento furono prodotti molti souvenir in ricordo dell'incontro, tra i quali un gettone commemorativo emesso dalla milanese Incisoria Donzelli che, per via della somiglianza con la moneta da 1 centesimo, fu impropriamente denominata centesimo Loubet. La raffigurazione al dritto era del tutto analoga a quella del centesimo di Vittorio Emanuele III, l'unica differenza era costituita dalla sigla dell'incisore Antonio Donzelli (a.d.) che andava a sostituire nella medesima posizione della moneta quella di Filippo Speranza (s •). Al rovescio era rappresentato il volto del presidente francese contornato dalla dicitura mR. emile loubet pres. repub. franç. sotto il quale erano ancora presenti le iniziali dell'incisore.
Di questo gettone ne furono prodotte tre versioni delle quali quella in bronzo era la più simile al centesimo dato che oltre a imitarne disegno, composizione e colore era anche caratterizzata da dimensioni analoghe: pesava infatti 1,24 g invece di 1 g e aveva un diametro di 15,2 mm anziché 15 mm. Le altre due versioni furono coniate in alluminio (0,73 g, 15,5 mm) e bronzo dorato (1,25 g, 15,2 mm). In particolare due esemplari in bronzo dorato incastonati in un anello d'alluminio furono donati dall'incisore Antonio Donzelli a Émile Loubet al suo arrivo a Civitavecchia e a Vittorio Emanuele III che all'epoca risiedeva al palazzo del Quirinale. L'anello d'alluminio al dritto presentava un ferro di cavallo contenente il gettone contornato dalla dicitura • souvenir d’italie – avril 1904 • e sulla riga inferiore a’ l’avenir des deux soeurs de gloire. Nella zona inferiore erano presenti due quadrifogli tra i quali erano visibili gli stemmi d'Italia e Francia sovrastati da un ragno nella sua tela e dalla scritta deposè, era inoltre presente la firma donzelli su entrambi i lati dell'anello. Sul rovescio a contorno del gettone era rappresentata una donna in stile Liberty affiancata da una cornucopia e da altri simboli della fortuna, mentre nella parte inferiore era presente la scritta je suis ta mascotte. Oltre ai due gettoni di bronzo dorato donati ai capi di Stato questo anello fu utilizzato per contenere le altre due versioni del gettone e anche le monete da 1 centesimo del 1904.